# American Ballet Theatre

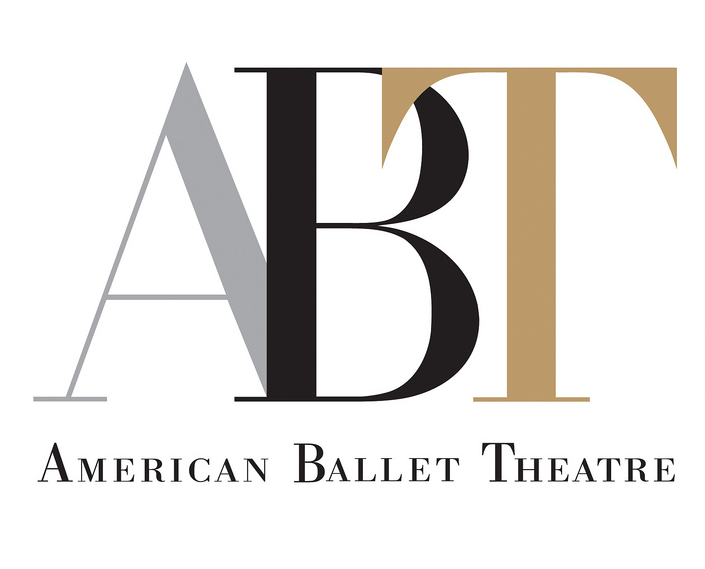
Logo (2011)

Das American Ballet Theatre (ABT) ist eine Ballettkompanie in New York.

## Beschreibung
Bei seiner Gründung 1939 war es das Ziel, ein Repertoire aufzubauen, das aus den besten Balletten der Vergangenheit bestand, und die Entstehung neuer Werke von begabten Choreografen zu fördern. Unter der Leitung von Lucia Chase und Oliver Smith wurde dieses Ziel in den 1940er bis 1980er Jahren erreicht. Neben dem New York City Ballet und dem San Francisco Ballet ist das ABT heute eine der wichtigsten Ballett-Kompanien der USA. Das ABT tritt in New York in der Metropolitan Opera im Lincoln-Center auf.
Zum Repertoire gehören alle abendfüllenden Ballette des 19. Jahrhunderts wie Schwanensee, Dornröschen und Giselle, innovative Stücke vom Beginn des 20. Jahrhunderts wie Apollo oder Les Sylphides, aber auch zeitgenössische Stücke wie Airs, Push Comes to Shove und Duets.
Von 1980 bis 1989 übernahm Mikhail Baryshnikov die Position des künstlerischen Direktors. Von 1990 bis 1992 stand das ABT unter der Leitung von Jane Herrmann und Oliver Smith. Seit Oktober 1992 wird die Aufgabe vom früheren Tänzer Kevin McKenzie wahrgenommen. 
Seit der Gründung haben die bedeutendsten Choreografen ihrer Zeit am ABT gearbeitet, unter anderem: George Balanchine, Michel Fokine, Léonide Massine, Bronislava Nijinska, Jerome Robbins, John Taras, Antony Tudor und Twyla Tharp. Viele von ihnen entwickelten Choreographien, die zuerst mit dem ABT aufgeführt wurden.
Seit 2004 ist die Jacqueline Kennedy Onassis (JKO) School die offizielle Schule des American Ballet Theatre.

## Bekannte Tänzer

### In der Vergangenheit
- Alicia Alonso
- Nino Ananiaschwili
- Mikhail Baryshnikov
- Gelsey Kirkland
- Patrick Bissell
- Julio Bocca
- Erik Bruhn
- Fernando Bujones
- Irina Dvorovenko
- Alessandra Ferri
- Alexander Godunov
- Martine van Hamel
- Melissa Hayden
- Robert La Fosse
- Susan Jaffe
- Natalja Makarowa
- Wladimir Malachow
- Kevin McKenzie
- Antony Tudor

### Aktuell
- Maxim Beloserkovsky
- Roberto Bolle
- Misty Copeland
- Angel Corella
- Herman Cornejo
- Marcelo Gomes
- David Hallberg
- Paloma Herrera
- Julie Kent
- Sarah Lane
- Gillian Murphy
- Natalia Osipova
- Xiomara Reyes
- Ethan Stiefel
- Diana Vishneva
- Polina Semionova
- Hee Seo
- Iwan Wladimirowitsch Wassiljew